# Luigi Amedeo Melegari

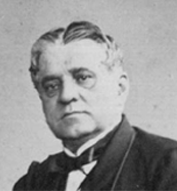
Luigi Amedeo Melegari, Datierung unbekannt

Luigi Amedeo Melegari (* 19. Februar 1805 in Meletole (heute Teil der Stadt Castelnovo di Sotto) im Herzogtum Parma; † 22. Mai 1881 in Bern) war ein italienischer Jurist, Revolutionär und Politiker. Vom 20. November 1876 bis zum 28. Dezember 1877 war er Außenminister des Königreichs Italien im Kabinett Depretis I.

## Leben und wissenschaftliche Karriere
Melegari wurde in einer strenggläubigen armen Bauernfamilie geboren. Dank eines Onkels, der katholischer Priester war, konnte er dennoch an der Universität Parma Rechtswissenschaften studieren. Anschließend arbeitete er zunächst als Grundschullehrer, später unterrichtete er Literatur an einer Höheren Schule in Parma.
1840 wurde er Dozent und im Mai 1843 ordentlicher Professor für Politische Ökonomie und Internationales Recht an der Akademie Lausanne. In dieser Funktion war er in den folgenden Jahren an der Erarbeitung eines neuen Strafgesetzbuches, einer neuen Zivilprozessordnung und einer neuen Verfassung für den Kanton Waadt beteiligt. 1844 heiratete er hier Maria Carolina, geb. Mandrot, die Tochter eines der einheimischen Unterstützer der Migrantengemeinde. 1848 übersiedelte er nach Turin, wo er im Oktober die Professur für nationales und internationales Öffentliches Recht antrat. Er war einer der angesehensten Verfassungsexperten Italiens, dazu mit langjähriger Wirkung, da viele spätere Parlamentarier in ihrer Jugend seine Studenten gewesen waren.

## Aktivitäten als Revolutionär
Als Lehrer in Parma wurde er Mitglied der Carbonari. Nach der Niederschlagung der Unruhen, die im Gefolge der französischen Julirevolution in mehreren italienischen Staaten ausgebrochen waren, floh er im Februar 1831 mit dem Ziel, ins Exil nach Frankreich zu gehen, wurde jedoch im April in der Toskana verhaftet und nach einigen Monaten Haft im September ausgewiesen. Melegari ging nach Marseille, wo er zusammen mit Giuseppe Mazzini den Geheimbund Junges Italien gründete, für den er in den nächsten Jahren unter dem Nom de guerre Facino Cane vor allem als juristischer Berater, Organisator und Verwalter aktiv war. Als Mazzini aus Frankreich ausgewiesen wurde und in die Schweiz ging, wurde Melegari der Leiter der Organisation in ganz Südostfrankreich. In diese Zeit fallen seine ersten Überlegungen zu einer Verfassung für das zukünftige geeinte Italien. Als Monarchist und eifriger Katholik war er nie völlig mit den Ideen Mazzinis einverstanden gewesen, die Unterschiede wurden im Laufe der Zeit deutlicher. Im November 1833 zog auch er in die Schweiz und bereitete zusammen mit Mazzini dessen fehlgeschlagenen Zug nach Savoyen vor, nahm aus Gesundheitsgründen daran jedoch nicht selbst teil. Im Frühjahr 1834 gehörte er zu den 17 Unterzeichnern des Gründungsaufrufes des Jungen Europas, jedoch hegte er spätestens im August 1835 ernste Zweifel an der Effektivität und Kraft dieser Vereinigung und auch insgesamt an Mazzinis Methode der Verschwörungen und Aufstände. In diesen Jahren wechselte er mehrfach seinen Aufenthaltsort zwischen der Schweiz und Frankreich, bevor er sich im Oktober 1838 in Lausanne niederließ. Der allmählich spärlicher werdende Briefwechsel mit Mazzini brach im Juli 1843 ab.

## Politische Karriere
Von Juli bis Dezember 1849, von 1851 bis 1857 sowie 1860/61 war Melegari linksliberaler Parlamentsabgeordneter, bevor er im November 1862 zum Senator auf Lebenszeit ernannt wurde. Auch in den Zwischenzeiten war er politisch aktiv, z. B. als Sekretär und Berichterstatter der staatlichen Kommission für die Ausgestaltung des Wahlrechts. Er erarbeitete auch für die Regierung mehrere Gesetzentwürfe im Bereich des Hochschulrechts und fertigte Rechtsgutachten zu politischen Fragen an, z. B. zur Einführung der Zivilehe und zur Einziehung der Kirchengüter. 1859 wurde er zum Mitglied des Staatsrates ernannt, woraufhin er 1860 seine Professur aufgab.
Vom 3. März bis 8. Dezember 1862 amtierte er unter dem Ministerpräsidenten, Außen- und Innenminister Urbano Rattazzi zum ersten Mal und vom 10. April bis 27. Oktober 1867 zum zweiten Mal als Generalsekretär (heute etwa: Staatssekretär) des Außenministeriums. Anschließend wurde er unter dem Titel eines Bevollmächtigten Ministers zum Botschafter in der Schweiz ernannt. Mit Ausnahme seiner Amtszeit als Außenminister 1876/77 blieb er bis zu seinem Tod auf diesem Posten.

## Sonstiges
In Rom, Mailand und Reggio nell’Emilia tragen ihm zu Ehren Straßen den Namen Via Luigi Amedeo Melegari.